# Зарлуи
Зарлу́и, Саарлу́и (нем. Saarlouis [zaːrˈlʊɪ], произношениео файле; с 15 января 1936 года до 14 июля 1945 года — Зарлаутерн) — промышленный город в Германии, в земле Саар. Административный центр района Зарлуи. Центр сталелитейной промышленности.

## География
Занимает площадь 43,30 км².

### Городские районы
Город делится на 7 городских районов:
- Бомарэ[нем.] (нем. Beaumarais)
- Фраулаутерн (нем. Fraulautern)
- Лисдорф[нем.] (нем. Lisdorf)
- Нойфорвайлер[нем.] (нем. Neuforweiler)
- Пикар[нем.] (нем. Picard)
- Роден[нем.] (нем. Roden)
- Штайнрауш[нем.] (нем. Steinrausch)

### Соседство
Заарлуи граничит со следующими коммунами: Диллингеном на севере, Саарвеллингеном на северо-востоке, Швальбахом и Энсдорфом на востоке, Бусом на юго-востоке, Вадгассеном на юге, Иберхерном на юго-западе и с Валлерфангеном на востоке.

## История
Город был основан в 1680 году в качестве крепости Людовиком XIV и назван в честь короля Сар-Луи (фр. Sarre-Louis). Укрепления крепости построил главный инженер короля, будущий маршал Франции Вобан. После Наполеоновских войн был передан Пруссии. Во времена нацистской Германии был переименован в Зарлаутерн (нем. Saarlautern), чтобы избежать напоминаний об оккупации Саара французским королём. 14 июля 1945 года город вернул прежнее название.
В 1986 стал побратимом располагающегося на тот момент в ГДР города Айзенхюттенштадт; это было первым установлением таких отношений между городами ГДР и ФРГ. В настоящее время это привело к редчайшей ситуации, когда два города-побратима находятся в одной стране.
В Зарлуи находится шоколадная фабрика Ludwig Schokolade GmbH & Co. KG, производящая шоколадные изделия Schogetten, шоколадные изделия и алкогольные пралине Trumpf, жевательные конфеты FRITT и шоколадные изделия Mauxion.

## Население
Население на 31 марта 2020 года составляло 34 442 человека.
| Год  | Численность | Численность |
| ---- | ----------- | ----------- |
| 1975 | 39 974      | [ 8 ]       |
| 2016 | 34 849      |             |
| 2017 | 34 532      | [ 9 ]       |
| 2019 | 34 552      | [ 10 ]      |
| 2021 | 34 445      | [ 11 ]      |
| 2022 | 34 717      | [ 12 ]      |
| 2023 | 34 893      | [ 13 ]      |

## Транспорт
В городе располагается железнодорожный вокзал по которому проходит Саарский маршрут (Трир — Саарбрюккен).

## Известные уроженцы и жители
- Мишель Ней (10 января 1769, Зарлуи — 7 декабря 1815) — маршал времён Наполеоновских войн, герцог Эльхинген (фр. duc d’Elchingen) и князь Москворецкий (фр. prince de la Moskowa).

## Галерея

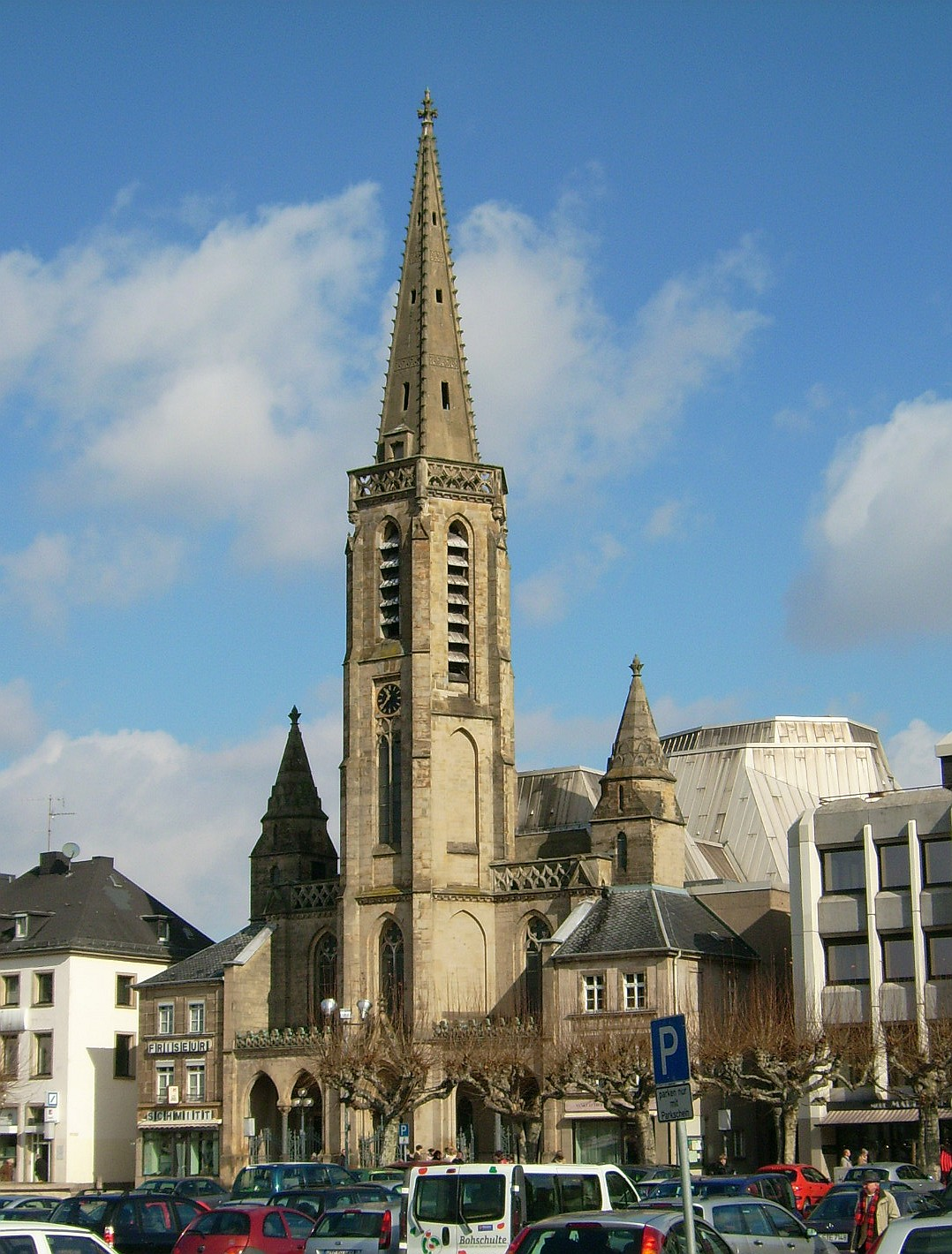
Католическая церковь св. Людвига
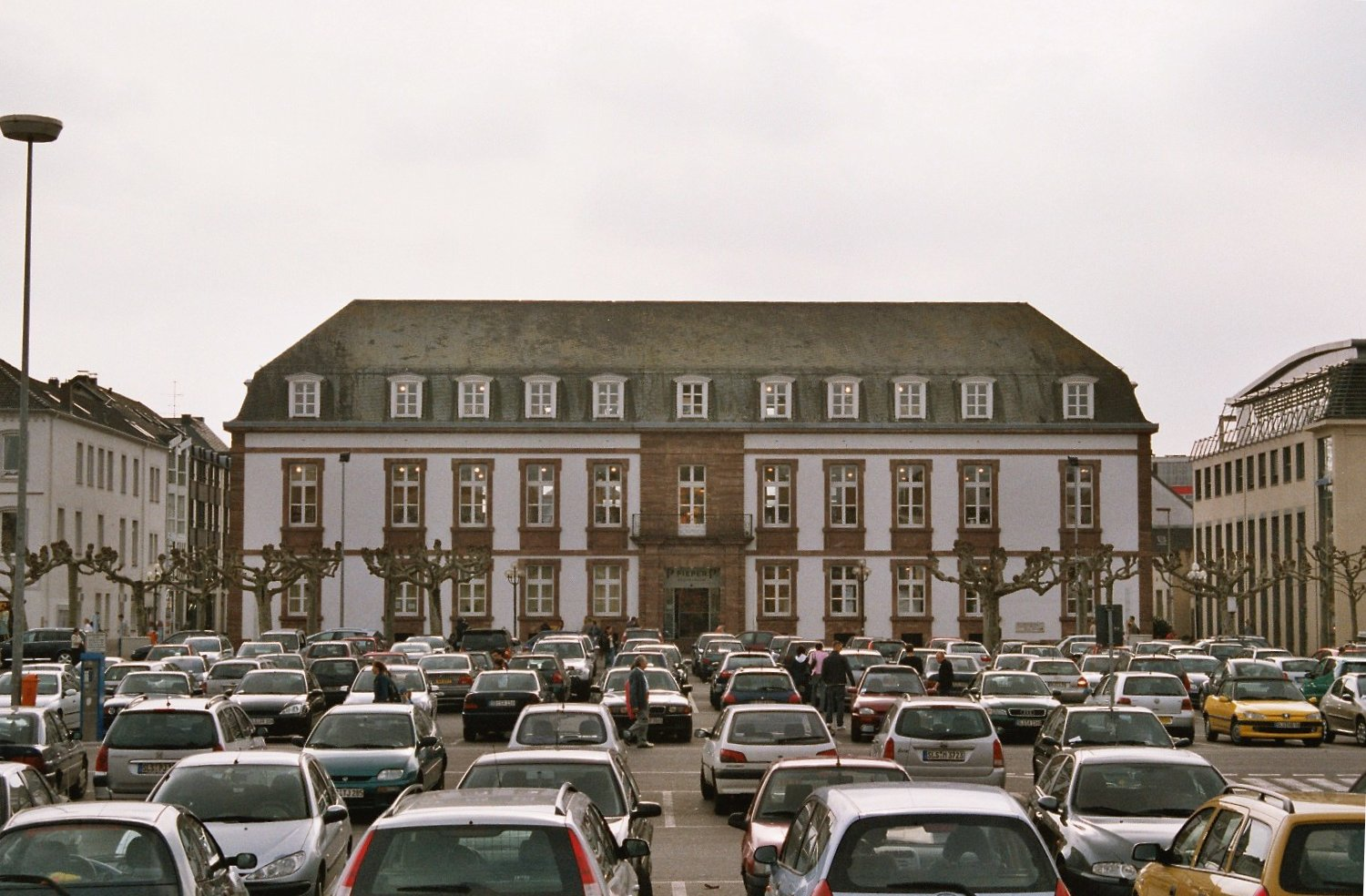
Рыночная площадь
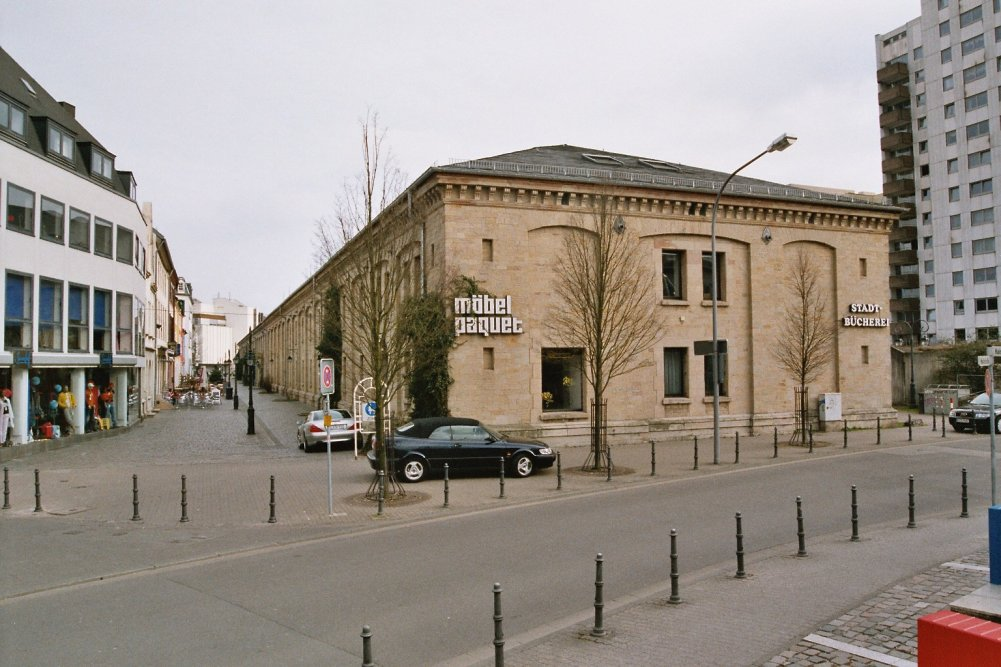
Музей
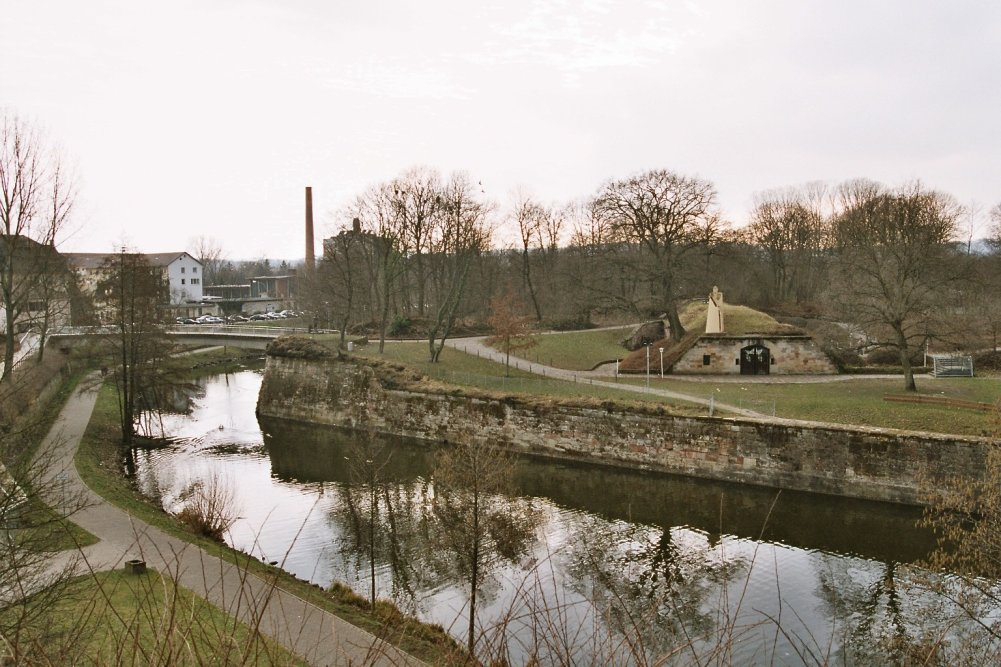
Остров Ваубан с памятником Мишелю Нею
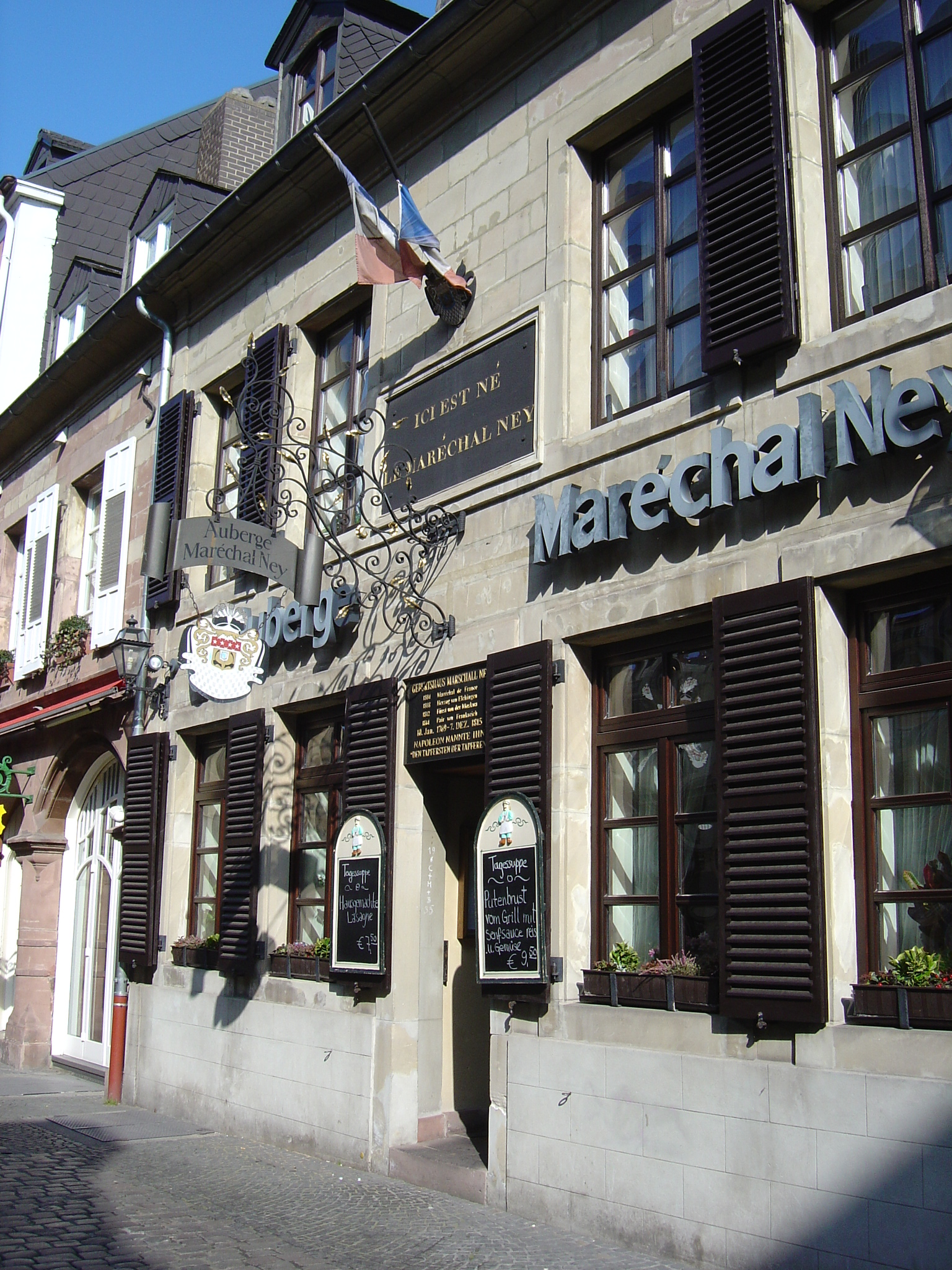
Дом, в котором родился Мишель Ней